# Phonétique simplifiée THL
Pour les articles homonymes, voir THL.
La transcription phonétique simplifiée THL du tibétain standard (en anglais : THL Simplified Phonetic Transcription of Standard Tibetan), ou en version abrégée, phonétique simplifiée THL (en anglais : THL simplified phonetics), créée par David Germano (en) et Nicolas Tournadre dans le cadre de la Bibliothèque tibétaine et himalayenne (sigle anglais :  THL  soit  Tibetan and  Himalayan  Library) à l'université de Virginie aux États-Unis, est une méthode de romanisation du tibétain standard. Elle vise à simplifier sa romanisation par rapport à la translittération Wylie. Contrairement à celle-ci, les mots sont regroupés sans espaces et l'écriture est simplifiée. Elle est couramment utilisée par les tibétologues dans les transcriptions des noms propres, aux côtés de la méthode Wylie. La république populaire de Chine a également créé la romanisation appelée pinyin tibétain.

## Consonnes
| Tibétain        | ཀ  | ཁ   | ག   | ང   | ཅ  | ཆ   | ཇ   | ཉ   | ཏ  | ཐ   | ད   | ན  | པ  | ཕ   | བ   | མ  | ཙ   | ཚ    | ཛ   | ཝ  | ཞ   | ཟ  | འ  | ཡ  | ར  | ལ  | ཤ   | ས  | ཧ  | ཨ |
| Wylie           | ka | kha | ga  | nga | ca | cha | ja  | nya | ta | tha | da  | na | pa | pha | ba  | ma | tsa | tsha | dza | wa | zha | za | 'a | ya | ra | la | sha | sa | ha | a |
| THL             | k  | kh  | g   | ng  | ch | ch  | j   | ny  | t  | t   | d   | n  | p  | p   | b   | m  | ts  | ts   | dz  | w  | zh  | z  | —  | y  | r  | l  | sh  | s  | h  | — |
| Pinyin tibétain | g  | k   | g/k | ng  | j  | q   | j/q | ny  | d  | t   | d/t | n  | b  | p   | b/p | m  | z   | c    | z/c | w  | x   | s  | —  | y  | r  | l  | x   | s  | h  | — |

## Voyelles
| Tibétain        | ཨ | ཨི | ཨུ | ཨེ | ཨོ |
| Wylie           | a | i | u | e | o |
| THDL            | a | i | u | e | o |
| Pinyin tibétain | a | i | u | ê | o |